# Donuteconomie: In zeven stappen naar een economie voor de 21e eeuw
Donuteconomie: In zeven stappen naar een economie voor de 21e eeuw is een non-fictieboek uit 2017 van Oxford-econoom Kate Raworth. Het boek gaat dieper in op haar concept van de donuteconomie. Dat economische model was voor het eerst ontwikkeld in een publicatie uit 2012: "A Safe and Just Space for Humanity: Can we live within the Dougnut?". 

## Achtergrond
Raworth presenteerde op 13 februari 2012 een discussiedocument, "A Safe and Just Space for Humanity: Can we live within the Dougnut?", voorafgaand aan de Rio+20 conferentie van de Verenigde Naties over duurzame ontwikkeling. Het donutvormige visuele kader illustreert "de veilige en rechtvaardige ruimte voor de mensheid" tussen een "ecologisch plafond" en een "sociaal fundament".

## Inhoud

### Wie wil er nu econoom worden?
Kate Raworth blikt terug op haar eigen ervaringen: de universiteit, werken in Zambia, het schrijven van een HDI-rapport, en haar besluit om de doelen in plaats van de mechanismes van economie te bekijken. Dit doet ze op basis van de frustraties van studenten die in economielessen niet de antwoorden vinden waarnaar ze zoeken. Ten slotte bediscussieert ze de kracht van afbeeldingen in communicatie.

### 1. Verander de doelstelling
Economische wetenschap beweert waardevrij te zijn, maar tegen het einde van de jaren vijftig was de productiegroei in de industrielanden de belangrijkste beleidsdoelstelling geworden, met het begrip "nut" in het middelpunt. Normaal gesproken wordt deze groei aangeduid met het Bruto Binnenlands Product (bbp), ondanks het zeer beperkte beeld dat dit geeft van welvaart. Nobeleconomen Amartya Sen en Joseph Stiglitz en 23 andere vooraanstaande economen kwamen tot de conclusie dat "degenen die de economie en onze maatschappij proberen te sturen zijn als piloten die een koers proberen te varen zonder een betrouwbaar kompas". De Donut is een poging om zo'n kompas te geven. De binnenste ring legt 12 sociale fundamenten voor de mensheid, gebaseerd op enkele duurzameontwikkelingsdoelen. De buitenste ring wordt gevormd door 9 planetaire grenzen die aardwetenschappers hebben geïdentificeerd als noodzakelijk voor de stabiliteit van de planeet. Het streefdoel is om in "de veilige en rechtvaardige ruimte" te varen tussen het sociale fundament en de planetaire grenzen in. Het vervangt een onmogelijk doel van eindeloze groei van het bbp door een doel van bloei in evenwicht.

### 2. Het grote plaatje
Dit hoofdstuk introduceert de ingebedde economie, die de economie binnen de maatschappij en de levende wereld plaatst. Dit is in contrast met het standaard circulaire stroomdiagram van Paul Samuelson en de neoliberale agenda opgesteld door de Mont Pèlerin Society van o.a. Friedman en Hayek. Het wijst er op dat de fundamentele grondstoffenstroom van de economie geen rotonde van geld is, maar vooral een eenrichtingsverkeer van energie. De economie is ook afhankelijk van een goed functionerende samenleving, huishoudens met al hun onbetaalde elementen en de meent (commons). 

### 3. Stimuleer de menselijke natuur
Economen als Adam Smith en Frank Knight schetsten in hun economische analyses de mens als Homo economicus: solitair, berekenend, concurrerend, en onverzadigbaar. De Chicago School ging er zelfs van uit dat mensen perfecte kennis en een vooruitziende blik hebben. Kate Raworth beargumenteert echter dat de mens een coöperatief soort is en dat de economie zich juist ontwikkelt via onderlinge afhankelijkheid.

### 4. Snap de systemen
Economen hebben lang de voorkeur gegeven aan eenvoudige vergelijkingen om economische ideeën uit te drukken, gebaseerd op het vraag-en-aanbodmodel van Alfred Marshall uit de jaren 1870. Naar aanleiding van de crash van 2008 worden nieuwe dynamische modellen ontwikkeld en is er behoefte aan economen om ethisch te werken.

### 5. Richt je op herverdeling
Thomas Piketty toonde aan dat de Kuznetscurve vals was. Die suggereerde dat ongelijkheid automatisch zou worden opgelost door stijgende welvaart. Als gevolg van dit nieuwe inzicht moeten kwesties als hogere marginale belastingtarieven en grondwaardebelastingen worden heroverwogen. Andere punten van zorg voor verdeling van welvaart zijn de digitale revolutie, robotica, intellectuele eigendomsrechten en het effect op het mondiale Zuiden.

### 6. Creëer om te regenereren
Veel geavanceerde economieën hebben vaak vervuiling om zijn minst deels opgelost. Deze observatie zorgde ervoor dat enkele economen gingen denken dat het terugdringen van vervuiling onvermijdelijk was in plaats van een bewuste inspanning. Hierdoor werden publicaties zoals De grenzen aan de groei vaak bespot. Het huidige industriële systeem is gebouwd als een lineair proces van het onttrekken van waarde uit de natuur tot het produceren van afval. Economen hebben quota's, belastingen, en gedifferentieerde prijzen ontwikkeld om deze problemen te verminderen, maar grote bedrijven lobbyen hard om deze maatregelen tegen te houden.

### 7. Wees agnost als het om groei gaat
Het is bijna onmogelijk om een grafiek met exponentiële groei te vinden in een economieboek, maar toch berust de moderne economie wetenschap op een aanname van eeuwige economische groei. De invloedrijke Fasentheorie van Rostow over economische groei lijkt volgens Raworth op een vliegreis waarvan de vijfde fase (het tijdperk van de hoge massaconsumptie) men in de lucht laat zitten zonder dat er een landingsplaats is. In de praktijk vlakken de meeste natuurlijke systemen na een bepaalde periode af: de groei neemt af. Het is lastig om een succesvol landingspunt voor economische groei in te beelden dat voldoet aan onze groeiverslaving. Verschillende ideeën, zoals een stationaire economie en het doorbreken van het de consumptiemaatschappij worden verkend.

### We zijn nu allemaal economen
Raworth beargumenteert dat de taak van de 21e eeuw kan worden omschreven als het creëren van economieën die de menselijke welvaart bevorderen in een bloeiend web van leven. Zo kan men gedijen in evenwicht in de "veilige en rechtvaardige ruimte voor de mensheid."

## Donut

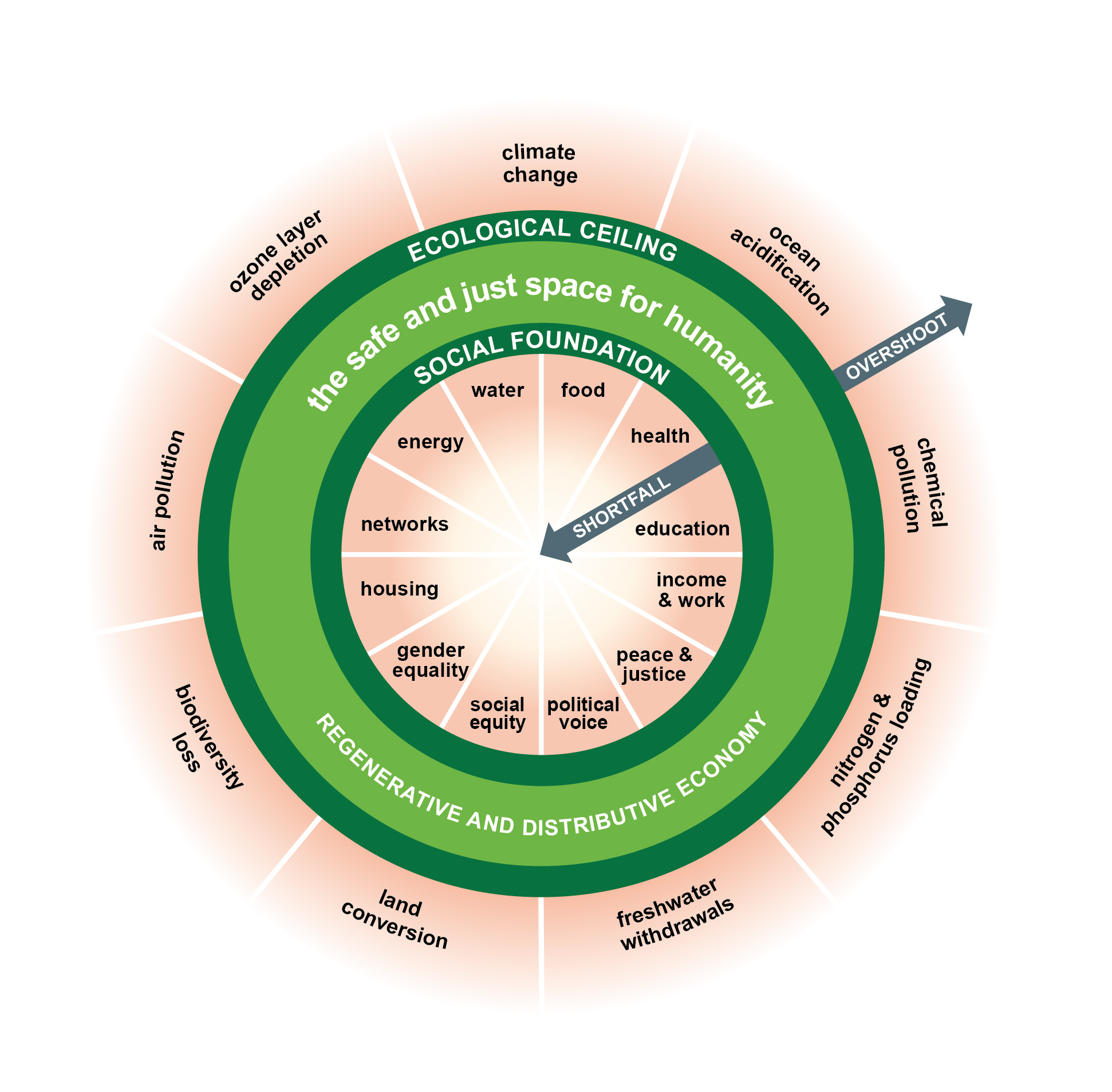
De Donut. Wanneer ecologische plafonds niet worden overschreden (naar buiten toe) en het sociaal fundament wordt bereikt (naar binnen toe) bevindt de economie zich in "de veilige en rechtvaardige sociale ruimte". De huidige mate waarin de planetaire grenzen worden overschreden en het sociaal fundament wordt bereikt is op dit diagram niet zichtbaar.

Het gat of de binnenste ring van de donut vertegenwoordigt de ruimte waar degenen die niet de minimale levensbehoeften hebben verblijven. Deze minimumeisen zijn gebaseerd op de VN-doelstellingen voor duurzame ontwikkeling.
De buitenste ring van de donut vertegenwoordigt de planetaire grenzen van de Aarde. Voorbij die grens beschadigt de mensheid het klimaat en milieu zo dat hierdoor de mensheid in gevaar komt.
Het deeg van de donut is een balans tussen het behalen van levensbehoeften zonder dat hierbij ecologische grenzen worden overschreden.

## Recensies
Donuteconomie werd geprezen door onder meer Knowledge Wharton (Universiteit van Pennsylvania), Alex Bernhardt (investeerder) en Richard Toye (Universiteit van Exeter).